# La Bonne Fée de Jerry
Pour plus de détails, voir Fiche technique et Distribution.
La Bonne Fée de Jerry (Of Feline Bondage) est un cartoon de Tom et Jerry réalisé par Chuck Jones et Maurice Noble, produit par la Metro-Goldwyn-Mayer sorti en 1965.

## Synopsis
Le dessin animé commence avec Jerry courant dans une salle de billard. Il tombe sur une canette que Tom lui tend. Tom commence à secouer la canette et rit méchamment, puis il fait basculer Jerry contre le mur, lui donnant la forme d'un cube. Jerry court ensuite près de l'une des tables de billard et court sur une queue de billard placée par Tom, tombant sur une boule blanche sur l'une des tables. Tom tire sur la boule blanche; et Jerry se fait bousculer par les boules. Ensuite, la boule 8 atterrit juste à côté de Jerry et le suit hors de la table et dans son trou, où elle écrase Jerry à plat.
Jerry hausse les épaules de misère jusqu'à ce que sa fée marraine lui rende visite et le ramène à la normale. Jerry mime la situation avec Tom et elle donne à son filleul une bouteille contenant une potion magique. Elle lui explique ses effets (bien qu'à travers des murmures inaudibles), et ils échangent tous deux des sourires sinistres. Jerry la remercie et passe la tête par son trou, où il voit du fromage attaché à une canne à pêche que tient Tom. Jerry boit la potion, ce qui le rend invisible. Il prend le fromage et, au grand étonnement de Tom, lui attache le nez avec le fil de la canne à pêche. Jerry passe la ligne et l'utilise pour tirer le nez de Tom vers l'arrière.
Il noue ensuite la queue de Tom et part pour revenir avec une paire de ciseaux. Voyant les ciseaux claquer dans sa direction, Tom hurle de terreur, panique et monte les escaliers à la vitesse d'une voiture de course, les ciseaux manquant de peu sa queue.
Tom se cache alors derrière une malle, haletant. Il sort ensuite la tête, seulement pour se faire couper les moustaches, criant à nouveau dans le processus. Jerry passe ensuite au-dessus de lui avec les ciseaux et lui rase le cuir chevelu. Tom crie une troisième fois et s'enfuit dans les escaliers à une vitesse encore plus grande et se cache dans un vase avec sa queue qui dépasse. Jerry lui taille ensuite la queue, lui donnant un motif de sapin. Puis il saute dans le vase avec les ciseaux et le fait rebondir à plusieurs reprises avec des poils qui s'envolent. Le vase se brise enfin pour révéler le nouveau look de Tom - Tom, renfrogné, a maintenant l'air de porter un short gris et un débardeur blanc et d'avoir les bras et les jambes rasés.
Jerry rit, tenant les ciseaux, mais la potion se dissipe et il redevient visible. Tom affiche un sourire sinistre, puis tend un miroir et Jerry arrête lentement de rire. Ensuite, Tom attrape Jerry et les ciseaux, et donne à Jerry un avant-goût de son propre traitement en lui taillant la fourrure, le faisant ressembler à une fille en bikini. Tom commence à rire hystériquement de son travail, et après s'être regardé dans le miroir, Jerry commence à rire aussi. Ensuite, Jerry lance un regard séduisant à Tom, ce qui ne fait que les faire rire plus fort. Le dessin animé se termine avec les deux animaux se roulant sur le sol, continuant à rire hystériquement.

## Musique
- Eugene Poddany